# Liste der Monuments historiques in Traînel
Die Liste der Monuments historiques in Traînel führt die Monuments historiques in der französischen Gemeinde Traînel auf.

## Liste der Objekte
| Bezeichnung      | Beschreibung                                                            | Standort                                      | Kennzeichnung | Schutzstatus | Datum | Bild |
| ---------------- | ----------------------------------------------------------------------- | --------------------------------------------- | ------------- | ------------ | ----- | ---- |
| Monstranz        | Silber, vergoldet, 17. Jahrhundert; Verbleib unbekannt                  | in der Kirche St-Gervais-et-St-Protais (Lage) | PM10002235    | Classé       | 1909  |      |
| Lesepult         | Schmiedeeisen, bezeichnet 1782                                          | in der Kirche St-Gervais-et-St-Protais (Lage) | PM10002239    | Classé       | 1913  |      |
| Ziborium         | Silber, vergoldet, bezeichnet 1647                                      | in der Kirche St-Gervais-et-St-Protais (Lage) | PM10002236    | Classé       | 1909  |      |
| Kelch und Patene | Silber, vergoldet, 17. Jahrhundert; Verbleib unbekannt                  | in der Kirche St-Gervais-et-St-Protais (Lage) | PM10002237    | Classé       | 1909  |      |
| Kelch            | Silber, vergoldet, Cuppa gemarkt zwischen 1732 und 1744, Fuß wohl älter | in der Kirche St-Gervais-et-St-Protais (Lage) | PM10002238    | Classé       | 1909  |      |